# Enrico Carlo Noë

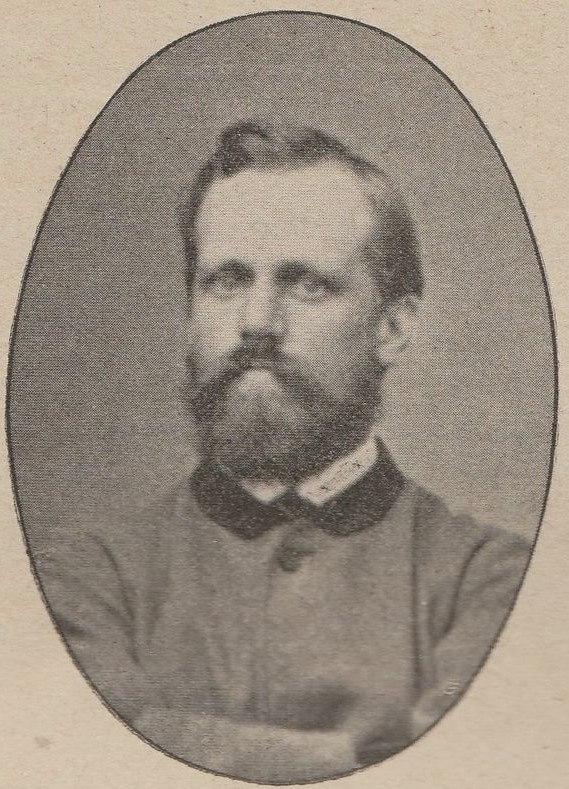
Enrico Carlo Noë - 1868

Enrico Carlo Noë (Iglau, 18 giugno 1835 – Trieste, 24 dicembre 1914) è stato un insegnante italiano di origine morava, importante stenografo e fautore dell'esperanto.

## Biografia
Compì gli studi a Vienna e a Padova, dove acquisì la perfetta padronanza della lingua italiana. Trasferitosi a Trieste, ottenne un impiego come insegnante di lingue.
Nel 1863 pubblicò a Trieste un manuale in cui espone una versione adattata all'italiano del sistema di stenografia ideato da Franz Xaver Gabelsberger nel 1834. Questo sistema stenografico, chiamato Gabelsberger-Noë, divenne in breve tempo il più usato in Italia, in quanto la sua impostazione corsiva lo differenziava nettamente dall'impostazione geometrica del precedente, e meno efficiente, sistema Taylor-Delpino.